# Абдуллаева, Ширин Баходировна
Ширин Баходировна Абдуллаева (кит. Gu Tiantian, узб: Shirin Abdullayeva, 14 декабря 2005, Наманган, Узбекистан — 15 февраля 2025, Ташкент, Узбекистан) — узбекская певица, актриса и модель. Участвовала в музыкальных и кино проектах в Узбекистане, России и Китае. Победительница полуфинала музыкального шоу «Ты супер!» на телеканале НТВ (Россия, 2021). Лауреат Государственной премии имени Зульфии (2023).

## Биография
Ширин Абдуллаева родилась в Намангане, Узбекистан. С детства занималась музыкой, выступала в составе детской музыкальной группы «Тантана». В 2023 году поступила на факультет социальных наук в Университете Цинхуа (Пекин, Китай), где изучала международную политику. Помимо учёбы участвовала в культурных и общественных мероприятиях университета.

## Карьера

### Музыка
Ширин выступала на национальных и международных музыкальных фестивалях. В 2021 году стала победительницей полуфинала музыкального шоу «Ты супер!» на российском телеканале НТВ, исполнив песню группы Uma2Rman «Проститься». Российский народный артист Игорь Крутой высоко оценил её исполнение, назвав её «произведением искусства». Китайская пресса называла её (Voice of Central Asia) “Голос Центральной Азии” в связи с её известностью как певицы и культурного посла Узбекистана
В 2023–2024 годах выпустила такие песни, как «Luli» (2020), «Metro» (2021) и «Bezori» (2024).

### Кино и телевидение
В 2020 году снялась в российско-узбекском фильме «Мистер Нокаут» режиссёра Артёма Михалкова. Также играла в узбекских телесериалах и фильмах, включая ведущую роль в сериале «Qismat bitigi» (2022), «Онажоним» (2009) и второстепенную роль в совместном узбекско-китайском фильме «Merosxo’r» (2023).

## Награды
- Государственная премия имени Зульфии (2023), присуждена за достижения в области искусства, вручена Президентом Республики Узбекистан.
- Гран-при в эстрадном направлении на международном фестивале «Sea Sun Festival» (Барселона, Испания, 2022)[13].
- Первое место в национальной хореографии на том же фестивале.
- Гран-при на фестивалях в Сочи «У самого чёрного моря» и «Моя Россия» (2021).
- Победительница полуфинала музыкального шоу «Ты супер!» (НТВ, Москва, Россия, 2021).
- Медаль «За заслуги в искусстве» (2024), Министерство культуры Узбекистана.
- Молодёжная премия Узбекистана (2022).
- Лучший новый артист — Ташкентский международный музыкальный фестиваль (2023).
- Лучший сингл — Uzbek Music Awards (2024) за песню «Bezori».

## Смерть
Ширин Абдуллаева скончалась 15 февраля 2025 года в Ташкенте от энцефалита в возрасте 19 лет.

## Фонд
В апреле 2025 года в Университете Цинхуа была учреждена стипендия имени Ширин Абдуллаевой. Стипендия предназначена для студентов факультета социальных наук Университета Цинхуa. Стипендия была основана её семьёй — отцом Баходиром Абдуллаевым и сестрой Гукбахор Тоджимирзаевой — при поддержке образовательного фонда университета.. Стипендия предназначена для студентов факультета социальных наук Университета Цинхуа. Официальное открытие стипендии состоялось 10 апреля 2025 года в рамках церемонии, организованной университетом.
- Стипендия была официально учреждена 10 апреля 2025 года в Университете Цинхуа при участии представителей университета, Посольства Республики Узбекистан в КНР и семьи Ширин Абдуллаевой.[17].